# Люди в лодках (фильм)
«Лю́ди в ло́дках» (англ. Boat People, иер. трад. 投奔怒海, кант.-рус.: Тхау пань ноу хой) — гонконгский драматический кинофильм 1982 года, срежиссированный Энн Хёй. Заключительный фильм «вьетнамской трилогии» Энн Хёй, начавшейся с эпизода «Парень из Вьетнама» (телесериал «Под Львиной скалой», 1978) и кинофильма «История Хо Вьета» (1981). Основные роли исполнили Джордж Лам, Сизон Ма и Энди Лау. Дата премьеры в кинопрокате — 22 октября 1982 года.

## Сюжет
Через три года после освещения Дананга во время коммунистического переворота японского журналиста Сиоми Акутагава вновь приглашают во вьетнамский город, чтобы тот смог рассказать внешнему миру о жизни людей после войны. Журналиста сопровождает Ле Ван Куйен, приставленная властями, в Новую Экономическую Зону неподалёку от города, где японцу показывают группу школьников, весело играющих, поющих песни, восхваляющих Хо Ши Мина.
Сцена, которую наблюдает японский гость, на самом деле призвана специально ввести в заблуждение иностранную прессу. В городе Сиоми становится свидетелем пожара, и его избивают за то, что тот фотографировал без разрешения. Он также видит, как полиция избивает «реакционера». Позже японец видит, как семью вынуждают покинуть город и перебраться в Новую Экономическую Зону, и задаётся вопросом, почему они сопротивляются, вспоминая при этом счастливых детей, которых он видел там.
В городе репортёр встречается с Кам Ныонг и её семьёй. Её мать тайно подрабатывает проституткой, чтобы иметь средства на воспитание своих детей. У девушки есть два младших брата: старший из них, Няк, уличный мальчишка, хорошо владеющий американским сленгом, в то время как младший, Ланг, был зачат от корейца, которого обслуживала их мать. От Кам Ныонг Сиоми узнаёт ужасные подробности жизни рядовых граждан при коммунизме в Дананге, в частности про детей, ищущих драгоценности в трупах недавно казнённых на «птицеферме». Однажды Няк, копаясь на свалке, находит и берёт в руки неразорвавшийся боеприпас и тут же погибает от его взрыва.
На «птицеферме» японец встречает То Миня, парня, которого на время выпустили из Новой Экономической Зоны. После безуспешной попытки То Миня отнять у Сиоми камеру их обоих отправляют в заключение в Новую Экономическую Зону, где японский гость наблюдает жестокое обращение с заключёнными. Благодаря связям с властями японец выходит на свободу и получает обратно свою камеру. Сиоми возвращается на место, где для него весело пели дети и к своему ужасу находит их спящими без одежды в переполненной казарме.
Между тем у То Миня назревает план побега из страны с другом по имени Тхань. Тем не менее, однажды, во время очередных работ на полях по разминированию, Тхань подрывается на мине. То Минь уже без друга попадает на лодку с беженцами, но попадает в ловушку. Береговая охрана убивает всех на борту без разбора, после чего забирает у них все ценные вещи.
Мать Кам Ныонг попадает под арест за проституцию и вынуждена публично покаяться. Она совершает самоубийство, пронзая себя крюком. Сиоми решает продать свою камеру, чтобы помочь Кам Ныонг и её брату покинуть страну. В ночь отъезда японец помогает им донести бак с дизельным топливом. Патрульные стреляют в убегающего Сиоми. Бак взрывается, и японец сгорает заживо. Кам Ныонг вместе с братом благополучно уплывают в ожидании новой жизни

## Команда

### В ролях
- Джордж Лам — Сиоми Акутагава
- Сизон Ма[англ.] — Нгуен Кам Ныонг
- Энди Лау — То Минь
- Ци Мэнши[кит.] — главный Нгуен
- Хао Цзялин — мать Кам Ныонг
- Цзя Мэйлин — Ле Ван Куйен
- Линь Шуцзинь — товарищ Ву
- Кора Мяо[англ.] — Нгуен Кам Ныонг (камео)
- Го Цзюньи — средний брат
- У Шуцзюнь — Няк
- Чён Камхун — Тхань
- Ван Шоуцянь — Иноуэ
- Линь Тао — глава группы №16
- Го Хэнбао — глава группы №15
- Чён Тунсин — доктор
- Цай Цзяньчжоу — начальник смены
- Ван Хуанвэнь — отец То Миня
- Мэн Пинмэй — госпожа Фам[5]

### Съёмочная группа
- Исполнительный продюсер: Ся Мэн[англ.]
- Режиссёр: Энн Хёй
  - Ассистенты режиссёра: Стэнли Кван, Вон Кхайчюнь
- Автор сценария: Дай Аньпин (Цю Ганцзянь[кит.])
- Художник-постановщик: Тони Ау[англ.]
- Композитор: Ло Винфай
- Оператор: Вон Чункэй
- Монтаж: Кинь Кинь (Вон Исёнь)[5]

## Приём

### Выход на экраны
Релиз «Людей в лодках» в кинотеатрах Гонконга состоялся 22 октября 1982 года. Двенадцатидневный кинопрокат, завершившийся 2 ноября, принёс картине выручку в размере 15 425 087 гонконгских долларов. Таким образом, фильм Энн Хёй расположился на пятой позиции самых кассовых гонконгских кинолент по итогам гонконгского проката за 1982 год и стал там кассовым хитом.
В том же году лента была продемонстрирована на 36-м Каннском и Нью-Йоркском кинофестивалях. В 2017 году состоялся показ кинофильма на ежегодном польском кинофестивале Five Flavours, ориентированном на кино Восточной и Юго-Восточной Азии.

### Критика
| Рейтинги                             | Рейтинги           |
| Издание                              | Оценка             |
| ------------------------------------ | ------------------ |
| Internet Movie Database              | · (1800 голосов)   |
| Douban                               | · (29 131 голосов) |
| The Hong Kong Filmography, 1977-1997 | [ 12 ]             |
| easternKicks.com                     | [ 13 ]             |
| Hong Kong Cinema                     | [ 14 ]             |

Сама Хёй относит свой фильм к числу своих любимых работ, и многие кинокритики считают картину её шедевром. «Люди в лодках» принесли женщине-режиссёру международную известность и закрепили за ней репутацию режиссёра Гонконгской Новой Волны. Многие зрители увидели в фильме аналогию с Гонконгом после его возвращения под контроль Китая (о чём велись переговоры в то время), когда правительство коммунистического Вьетнама заменяет коммунистическое правительство Китая, и предупреждение, что жизнь в Гонконге после передачи будет похожа на жизнь во Вьетнаме после коммунистического переворота.
Многие зарубежные кинокритики, включая Сержа Данея из французской газеты Libération, Лоуренса О’Тула из Motion Picture Review и Дэвида Денби из американского еженедельника New York Magazine, посчитали фильм сильным. На Нью-Йоркском кинофестивале картина привлекла повышенное внимание из-за предполагаемого политического содержания (в отличие от гонконгских фильмах о кунг-фу, к которым привыкла западная аудитория) и высоких затрат на производство.
Многие критики на Нью-Йоркском кинофестивале, такие как Джим Хоберман, Рене Шафрански и Эндрю Саррис, писавшие для еженедельника The Village Voice, критиковали политический характер работы. Они возражали против того, что посчитали односторонним изображением вьетнамского правительства и отсутствием исторической перспективы. Некоторые другие сочли киноленту политически упрощённой и сентиментальной.

### В списках кинофильмов
16 декабря 1997 года гонконгский журнал Big Motion Picture опубликовал статью The Top-Ten Hong Kong Movies in the 1980s – A Retrospective of Films in 1980s. В ней восемь местных кинокритиков выбрали 10 лучших фильмов Гонконга 1980-х. Картина про жизнь вьетнамских граждан расположилась на 4-й строчке.
27 мая 2005 года на 24-й церемонии вручения Гонконгской кинопремии был представлен список 100 лучших китайских кинолент, составленный на основе мнений кинодеятелей и критиков, в честь празднования столетия китайского кинематографа. «Люди в лодках» были удостоены 8-й позиции.
В августе 2011 года тайбэйский кинофестиваль и премия Золотая лошадь опубликовал список «100 лучших фильмов на китайском языке». Фильм Энн Хёй занял 83 место, разделив его с 7-ю фильмами («Сумасшествие из-за камня», «Ни одним меньше», «Цветы Шанхая», «Вдоль моста Блю-Гейт», «Река», «Холм невозврата», и «Он никогда не сдаётся»).
14 марта 2012 года гонконгское издание еженедельника Time Out опубликовало список «100 величайших гонконгских фильмов» авторства своего редактора Эдмунда Ли в честь празднования столетия гонконгского кинематографа. Драма с Джорджем Ламом была помещена на второй пункт.

### Премии и номинации
В 1983 году «Люди в лодках» были номинированы на 12 премий на 2-й Гонконгской кинопремии, из которых кинофильм в итоге был удостоен 5-и, включая награды в категориях «Лучший фильм» и «Лучшая режиссура».
| Категория                                  | Лауреат                         | Результат |
| ------------------------------------------ | ------------------------------- | --------- |
| Лучший фильм                               | Bluebird Movie Enterprises Ltd. | Победа    |
| Лучшая режиссура                           | Энн Хёй                         | Победа    |
| Лучшая мужская роль                        | Джордж Лам                      | Номинация |
| Лучшая женская роль                        | Кора Мяо                        | Номинация |
| Лучшая женская роль                        | Сизон Ма                        | Номинация |
| Лучший актёрский дебют                     | Сизон Ма                        | Победа    |
| Лучший актёрский дебют                     | Энди Лау                        | Номинация |
| Лучший сценарий                            | Цю Ганцзянь                     | Победа    |
| Лучшая операторская работа                 | Вон Чункэй                      | Номинация |
| Лучшая киномонтажная работа                | Кинь Кинь                       | Номинация |
| Лучший арт-директор (художник-постановщик) | Тони Ау                         | Победа    |
| Лучшая музыка к фильму                     | Ло Винфай                       | Номинация |

Фильм Энн Хёй был номинирован в категории «Лучший фильм на иностранном языке» Национальным советом кинокритиков США в том же году.

## Комментарии
1. ↑  Исполнительный продюсер.
2. ↑  В титрах обозначен как Дай Аньпин (戴安平).